# مهدی‌آباد (سیرجان)
مهدی‌آباد روستایی در دهستان بلورد بخش بلورد شهرستان سیرجان استان کرمان ایران است.

## جمعیت
بر پایه سرشماری عمومی نفوس و مسکن در سال ۱۳۹۵ جمعیت این روستا ۹۴ نفر (۲۶خانوار) بوده‌است.